# لوبو إسماعيل
لوبو إسماعيل (11 أغسطس 1974-) (بالإنجليزية Lobo Ismail) هو مغني أردني، غنى في عدد من البلدان الأوروبية وخصوصا في سلوفاكيا وجمهورية التشيك، وله العديد من الأغاني بالسلوفاكية. يعرف في بعض الأحيان بـ «لوبو» من دون إضافة إسماعيل، ويستعمل في أغانيه بشكل عام مزيجا من العربية والإنجليزية والسلوفاكية في الكثير من الأحيان.
أصدر ألبومين وهما "Ty Si Moja Láska" و"Lobo"، وله العديد من الأغنيات المشهورة، كما سجل أغان بالتعاون مع فنانين سلوفاكيين وغيرهم، ونال شهرة مهمة بأغنيته "(One More Night (Salam Aleikom"

## حياته
ولد في 11 أغسطس/آب 1974 في الزرقاء في الأردن في عائلة من أصل شركسي وهو واحد من عشر أطفال في العائلة، واسمه بالولادة إسماعيل صلاح إسماعيل لوب.
بدأ لوبو إسماعيل حياته الفنية في الأردن، وكان له ميل منذ طفولته إلى الغناء والرقص والتمثيل ودراسة اللغات. وسجل بداية عدة أغان راقصة وفيديو كليبات، ومن أشهرها نسخته الخاصة للأغنية التراثية الفولكلورية «بين العصر والمغرب»  بتوزيع جديد. كما أطلق إسماعيل لوبو نسخته الخاصة لأغنية جان-جاك غولدمان الشهير "Aïcha" الذي اشتهر بها ملك الراي الشاب خالد. ولقد أضاف إسماعيل لوبو إلى الأغنية مقاطع من الراب وأعاد إنتاجها بأسلوب وآلات خاصة.
انتقل إلى سلوفاكيا حيث حاز على نجاح جماهيري بأغنية باللغة السلوفاكية "Ty Si Moja Láska"  (ومعناها أنتِ حبي بالسلوفاكية). وتلقفت الأغنية محطة التلفاز السلوفاكية «مركيزا» حيث بثت الفيديو بمناسبات عديدة أدت إلى تعريف الجمهور السلوفاكي بفنه. تبع ذلك عام 2006 نجاح سلوفاكي أكبر بالأغنية "Len S Tebou Sa Dá"  باللغتين العربية والسلوفاكية بالتعاون مع المغني السلوفاكي بيتر كوتولا (Peter Kotuľa) الفائز بمسابقة سوبرستار السلوفاكية "Slovensko hľadá SuperStar". تبع ذلك العديد من الأغنيات المسجلة والمصوّرة كفيديو منها "Suzanna"  و"Meniny"  وأغنية من طراز الهيب هوب بعنوان "Everybody".
أشهر أغنية للوبو إسماعيل أغنية "(One More Night (Salam Aleikom" أيضا باللغتين العربية والسلوفاكية وأذيعت في تلفزيونات العالم العربي والمحطات السلوفاكية بشكل مكثف. تكفلت شركة "Andorfine Records" بالتوزيع في البلدان الأوروبية بشكل أخص ألمانيا، كما ضمت العديد من الألبومات الخاصة بأغنيات الرقص والديسكو المجمّعة (dance compilation albums) منها Dance Now 2008.1 و German DJ Charts و Dance Bang Vol 1 وFuture Dance Hits. آخر أغنية أصدرها لوبو إسماعيل كانت بعنوان "(Let's Dance (Musicaaa" مع فيديو كليب خاص.

## الألبومات
- Ty Si Moja Láska
- Lobo

### الأغاني الفردية والفيديوهات
- «بين العصر والمغرب» ("Bain el Asr wal Maghreb")
- "Everybody"
- «عائشة»
- "(One More Night (Salam Aleikom"
- "Salam Aleikom" مع Emily
- "Ty Si Moja Láska"
- "Len S Tebou Sa Dá" مع بيتر كوتولا (Peter Kotuľa)
- "Suzanna"
- "Meniny"
- "(Let's Dance (Musicaaa"

## الوصلات الخارجية
- لوبو إسماعيل على موقع ميوزك برينز (الإنجليزية)
- لوبو إسماعيل على موقع ديسكوغز (الإنجليزية)
- لوبو إسماعيل على موقع ديسكوغز (الإنجليزية)

لوبو إسماعيل الموقع الرسمي
1. ↑  "معلومات عن لوبو إسماعيل على موقع musicbrainz.org". musicbrainz.org. مؤرشف من الأصل في 2016-11-23.
2. ↑  "معلومات عن لوبو إسماعيل على موقع discogs.com". discogs.com. مؤرشف من الأصل في 2017-01-13.